# Anton Avdějev
Anton Alexejevič Avdějev (* 8. září 1986 Voskresensk, Sovětský svaz) je ruský sportovní šermíř, který se specializuje na šerm kordem. Rusko reprezentuje mezi muži od roku 2007. V roce 2008 a 2016 startoval na olympijských hrách a jeho maximem bylo osmifinále při druhé účasti. V roce 2009 získal titul mistra světa mezi jednotlivci. Na olympijských hrách v roce 2016 vypadl s ruským družstev v úvodním kole. S ruským družstvem kordistů vybojoval třetí místo na mistrovství Evropy v roce 2011 a 2014.